# Аоки, Стив
Сти́в Хирою́ки Ао́ки (англ. Steve Hiroyuki Aoki; род. 30 ноября 1977, Ньюпорт-Бич, Калифорния) — американский диджей, музыкальный продюсер японского происхождения и актёр озвучивания. В 2018 году занял 11 место в списке лучших диджеев мира по версии DJ Magazine.

## Биография
Стив Хироюки Аоки родился в городе Ньюпорт-Бич, в штате Калифорния. Он окончил среднюю школу Ньюпорт-Харбор в 1995 году, где он был игроком команды по бадминтону университета. Он является третьим ребёнком Рокки Аоки и Тидзуру Кобаяси. Его отец был японским олимпийским борцом, который также основал сеть ресторанов Бенихана. У Стива также есть старшие брат и сестра, сестра Кана и брат Кевин (владелец ресторана суши Дораку). У него также есть трое младших братьев и сестёр: сводный брат Кайл, сестра Эхо и Девон, супермодель и актриса.
Аоки учился в Калифорнийском университете в Санта-Барбаре.
18 декабря 2015 года женился на своей давней подруге, австралийской модели Тирнан Коулинг.

## Музыкальная карьера

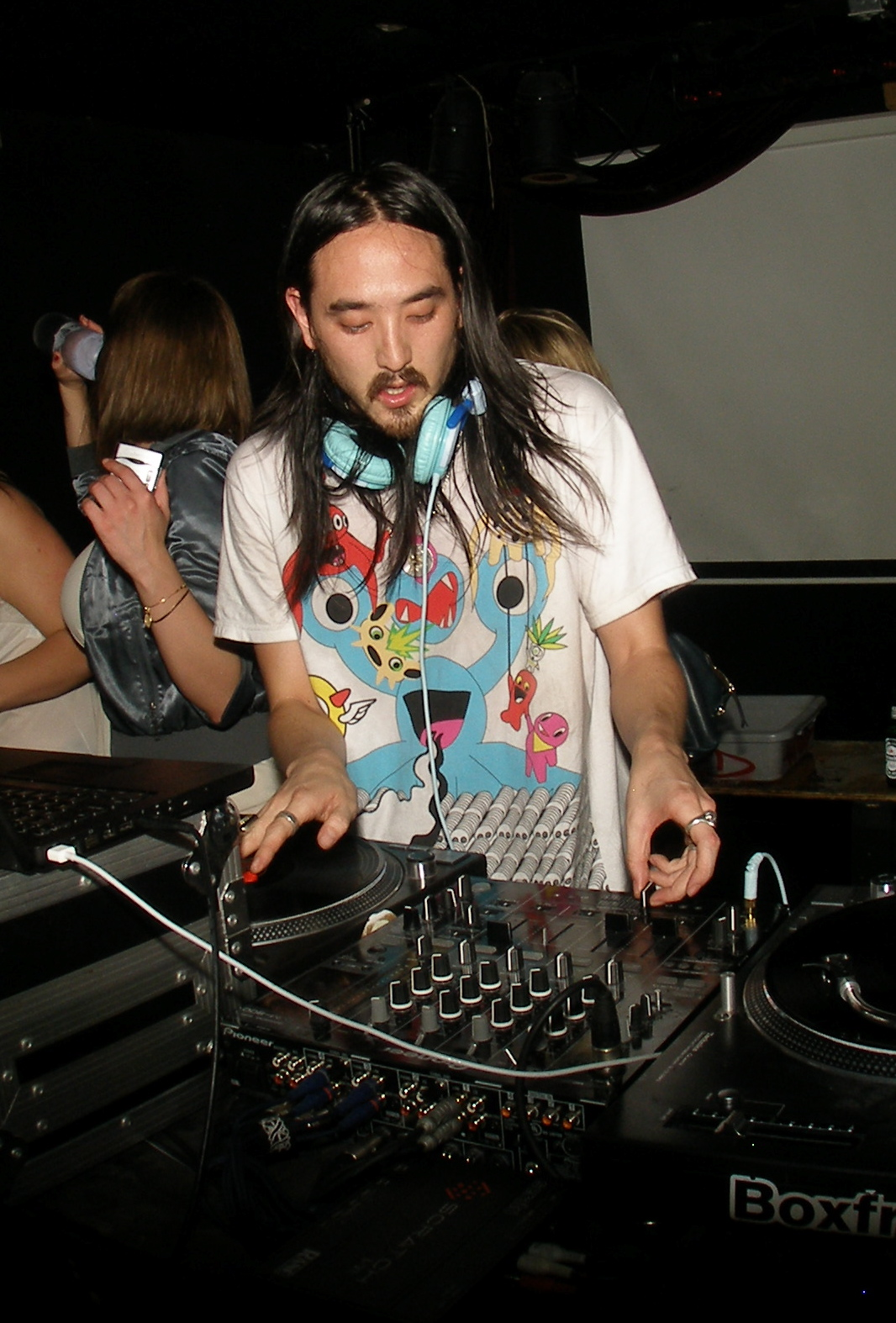
Steve Aoki в ночном клубе в Калгари, Канада

Всего лишь в 19 лет, в 1996 году, Аоки создаёт собственную звукозаписывающую компанию, которую называет «Dim Mak Records», название происходит от одного из движений героя своего детства Брюса Ли. Стив — диджей калифорнийских клубов. Кроме того, он объединился с Блейком Миллером. Дуэт Миллера и Аоки работал под псевдонимом Weird Science. Последний сольный альбом Аоки, «Wonderland», был выпущен в январе 2012 и включает приглашённых вокалистов и музыкантов LMFAO, Кид Кади, Трэвис Баркер, will.i.am, Уинтер Гордон, Lil Jon, The Exploited, и другие.
В 2006 он запустил линию одежды и солнцезащитных очков, «Dim Mak Collection», с помощью своей сестры Девон Аоки и владельца бренда Ksubi.
Аоки и другу Грегер Хагелин, президенту WESC, пришла в голову идея создать «наушники Steve Aoki». Они использовали свою первую коллекцию для различных оттенков зелёного цвета, как оказалось, в то время любимый цвет Аоки. Для каждого нового сезона Аоки планирует разработать новую линейку наушников для WESC.
В августе 2013 выпустил совместный трек с Linkin Park под названием «A Light That Never Comes»
В декабре 2016 выпустил совместный трек «Just hold on» с Луи Томлинсоном, участником популярного бой-бенда One Direction
В ноябре 2017 года выпустил совместный трек с корейской группой BTS (они сделали другую версию песни «Mic Drop»)
В феврале 2019 года выпустил совместный трек «Play It Cool» с корейской группой Monsta X, через месяц вышел клип с английской версией песни.
29 апреля 2020 года выпустили совместный трек вместе с JJ Lin под названием « Not tonigcht»
3 апреля 2020 года Steve Aoki выпустил свой шестой студийный альбом «Neon Future IV». Центральной темой пластинки стало будущее человечества. В записи альбома приняли участие такие артисты как will.i.am, Tory Lanez, Mike Shinoda, Backstreet Boys, Sting, Alan Walker и другие. Всего в плейлист «Neon Future IV» вошло 27 треков.
В январе 2021 года выпустил совместный трек «Fav Boyz» с корейской группой A.C.E и Thutmose (они сделали Gold Star версию песни «Favorite boys»)

## Озвучивание
В качестве актёра озвучивания Аоки был задействован в создании анимационного фильма «Распрекрасный принц», вышедшего на экраны в 2018 году. В феврале 2021 года в российский прокат вышла анимационная комедия «Пончары. Глобальное закругление», в которой Стив озвучил персонажа Винни.

## Дискография

### Студийные альбомы
| Wonderland                                                                  | - Релиз: 10 января 2012 г. (США) - Лейблы: Dim Mak, Ultra Music - Форматы: CD, загрузка   | 59 | 6 | 7 | —  | 199 | —   | —  |
| Neon Future I                                                               | - Релиз: 30 сентября 2014 г. (США) - Лейблы: Ultra Music, Dim Mak - Форматы: CD, загрузка | 32 | 1 | 4 | 64 | 68  | 96  | 71 |
| Neon Future II                                                              | - Релиз: 12 мая 2015 г. - Лейблы: Ultra Music, Dim Mak - Форматы: CD, загрузка            | 66 | 2 | 7 | —  | 93  | 132 | —  |
| «—» означает, что альбом не попал в чарт или не издавался в данном регионе. |                                                                                           |    |   |   |    |     |     |    |

### Разное
- Fact — «Rise» (Avex)
- All American Rejects — «The Wind Blows» (Interscope)
- Good Charlotte — «Misery» (Epic)
- S.P.A. — «Pets Dance» (Dim Mak)
- Lenny Kravitz — «Dancin' Til Dawn» (Virgin)
- Robin Thicke — «Magic» (Interscope)
- Duran Duran — «Skin Divers» (feat. Timbaland) (Interscope)
- Drake — «Forever» (feat. Kanye West, Lil Wayne & Eminem)
- Weezer — «(If You’re Wondering If I Want You To) I Want You To»
- Kid Cudi — «Pursuit of Happiness» (feat. MGMT & Ratatat)
- Girls Generation — «Mr. Taxi» (S.M. Entertainment/Nayutawave Records)
- Haus of Cards — «Original» (Dim Mak)
- Snoop Dogg — «Sensual Seduction» (Geffen — «Cobrastyle» (Atlantic)
- Bloc Party — «Helicopter» (Dim Mak)
- The Rakes — «Work Work Work» (Dim Mak)
- Metro Station — «Control» (Columbia)
- Younglove — «Discotech» (Island)
- Peaches — «Boys Wanna Be Her» (XL)
- Under the Influence of Giants — «Mama’s Room» (Island)
- The Fashion — «Like Knives & Solo Impala» (Columbia)
- BTS — «MIC Drop»
- BTS — «The Truth Untold»
- MONSTA X — 《Play it cool》
- Nicky Jam — «Jaleo»
- BTS — «Waste it on me»
- A.C.E — «Fav boyz»

### Показы
- The Bloody Beetroots — «Warp 1977» (feat. Steve Aoki & Bobberman) (Dim Mak)
- The Bloody Beetroots — «Warp 1.9» (feat. Steve Aoki) (Dim Mak)
- The Bloody Beetroots — «Warp 7.7» (feat. Steve Aoki) (Dim Mak)
- Travis Barker — «Misfits» (feat. Steve Aoki)
- Junkie XL — «1967 Poem» (feat. Steve Aoki) (Nettwerk)
- Motor — «Kick It» (feat. Steve Aoki) (Dim Mak)
- Atari Teenage Riot — «Codebreaker» (feat. Steve Aoki) (DHR, Dim Mak)
- Nervo & Afrojack — «We’re All No One» (feat. Steve Aoki)

### Другие
- Steve Aoki & Armand Van Helden — «Brrrat»
- Steve Aoki & Lady Gaga — «Small House Large Dreams»
- Steve Aoki & Sidney Samson — «Wake up Call»
- Steve Aoki & Lil Jon & Chiddy Bang — «Emergency»
- Steve Aoki & Nayer — «Come With Me (Deadmeat)»
- Steve Aoki & Kid Cudi — «Cudi The Kid»
- Steve Aoki & Wynter Gordon — «Ladi Dadi»
- Steve Aoki & Linkin Park — «A Light That Never Comes»
- Steve Aoki & Linkin Park — «Darker Than A Blood»
- Steve Aoki & MGK — «Free The Madness»
- Steve Aoki & Fall Out Boy — «Back To Earth»
- Steve Aoki & Waka Flocka Flame — «Rage The Night Away»
- Steve Aoki & Louis Tomlinson — «Just Hold On»
- Steve Aoki feat. BTS & Desiigner — «MIC Drop»
- Steve Aoki feat. BTS — «The Truth Untold»
- Steve Aoki feat. BTS — «Waste it on me»
- Steve Aoki feat. MONSTA X — 《Play it cool》

## Награды и призы
- Лучший набор сезон — Ibiza Awards (2007)
- Лучшая партия Rocker DJ — BPM Magazine (2007)
- Лучший Mix Альбом года — Billboard (2008)